# تلفزة رقمية

معايير البث الرقمي حول العالم

التلفاز الرقمي (DTV) (بالإنجليزية: Digital television)‏ هو استقبال واستلام الصور والصوت عن طريق الإشارات الرقمية المتقطعة، على خلاف الإشارات التناظرية التي تستخدم في إرسال التلفاز العادي. تم تقديم هذه التقنية في التسعينات من القرن العشرين ويتم تطبيقها في إرسال محطات التلفزة لفتح أسواق جديدة. ينتشر التلفاز الرقمي تدريجياً مستبدلاً التلفاز التناظري (العادي)، ولقد تم ذلك في العديد من البلدان الصناعية.
يقدم التلفاز الرقمي صوراً وصوتاً ذات جودة أعلى من التلفاز التقليدي وخيارات أكبر في البرمجة، ولكن بشكل عام ليس بالضرورة أن تكون جودة الصور والصوت الرقمي أفضل من نظيرتها في الإشارة المستمرة.

## وصلات خارجية
- (بالإنجليزية) دليل المستخدم إلى التلفاز الرقمي على يوتيوب